# لويس دوفور
لويس دوفور هو لاعب هوكي الجليد سويسري، ولد في 28 يوليو 1901 في مونترو في سويسرا، وتوفي في 1 مايو 1960.

## وصلات خارجية
- لويس دوفور على موقع EliteProspects.com (الإنجليزية)
- لويس دوفور على موقع Eurohockey.com (الإنجليزية)
- لويس دوفور على موقع أوليمبيديا (الإنجليزية)